# Lijst van premiers van Gabon
Hieronder staat een chronologische lijst van premiers van Gabon.

## Premiers van Gabon (1960-heden)
| Premier                     | Premier                              | Ambtsperiode      | Ambtsperiode      | Partij |
| --------------------------- | ------------------------------------ | ----------------- | ----------------- | ------ |
|                             | Gabriël Léon M'ba (1902-1967)        | 17 augustus 1960  | 18 februari 1964  | BDG    |
|                             | Jean-Hilaire Aubame (1912-1989)      | 18 februari 1964  | 19 februari 1964  | BDG    |
|                             | Gabriël Léon M'ba (1902-1967)        | 19 februari 1964  | 28 november 1967  | BDG    |
| Post afgeschaft (1967-1975) |                                      |                   |                   |        |
|                             | Léon Mébiame (1934-2015)             | 16 april 1975     | 3 mei 1990        | PDG    |
|                             | Casimir Oyé-Mba (1942-2021)          | 3 mei 1990        | 2 november 1994   | n/p    |
|                             | Paulin Obame-Nguema (1934)           | 2 november 1994   | 23 januari 1999   | PDG    |
|                             | Jean-François Ntoutoume Emane (1939) | 23 januari 1999   | 20 januari 2006   | PDG    |
|                             | Jean Eyeghe Ndong (1946)             | 20 januari 2006   | 17 juli 2009      | PDG    |
|                             | Paul Biyoghé Mba (1953)              | 17 juli 2009      | 27 februari 2012  | PDG    |
|                             | Raymond Ndong Sima (1955)            | 27 februari 2012  | 25 januari 2014   | PDG    |
|                             | Daniel Ona Ondo (1945)               | 25 januari 2014   | 29 september 2016 | PDG    |
|                             | Emmanuel Issoze-Ngondet (1961-2020)  | 29 september 2016 | 12 januari 2019   | PDG    |
|                             | Julien Nkoghe Bekale (1958)          | 12 januari 2019   | 16 juli 2020      | PDG    |
|                             | Rose Christiane Raponda (1964)       | 16 juli 2020      | 9 januari 2023    | PDG    |
|                             | Alain-Claude Bilie By Nze (1967)     | 9 januari 2023    | 30 augustus 2023  | PDG    |
|                             | Raymond Ndong Sima (1955)            | 7 september 2023  | heden             | n/p    |

Afkortingen:
- BDG = Bloc Démocratique Démocratique (Democratische Blok van Gabon)
- PDG = Parti Démocratique Gabonais (Democratische Partij van Gabon, enige partij 1968-1990)
- n/p = partijloos